# Szent Pantaleon-apátság
Magyarország egyetlen Szent Pantaleonnak szentelt monostora, az egykori Dunapentele (ma Dunaújváros)
magasságában, egy mellette fekvő Duna-szigeten állt. A mai Szalki-sziget északi végétől kissé északkeletre. 140x160 méteres rommezejét 1903-ban robbantották fel, majd kikotorták a mellette fekvő kisebb zátonyszigettel együtt az akkori Duna-szabályozás következtében.

## A pentelei monostor története
A monostor első biztos említése 1238-ból származik, amikor is a birtokos - talán a monostort is alapító - Andornok nemzetség tagjai, pert indítanak a szomszédos birtokos ellen, mert az jogtalanul elfoglalt területeket az ő földjeikből. Ebben az oklevélben szerepel a pereskedő Andornok nemzetség tagjai között a Duna-szigeti Szent Pantaleon monostor Bánk nevű apátja is. Az, hogy miféle rend lakta a monostort, s vajon mikor alapították nem derül ki. Annyi megállapítható bizonyosan, hogy 1238-ban már létezett és hogy apátos, férfi szerzetesek lakta monostor volt (az apát: görög – bazilita, bencés és ciszterci férfi szerzetesek elöljárója), melynek a kisázsiai Szent Pantaleon vértanú volt a védőszentje. Ugyan többen görög, bizánci eredetűnek vélik (egy 1329-es oklevél úgy tudja, hogy Pentelemonostorában egykoron görög beginák-apácák éltek → ebből született aztán, hogy Bánk apát görög rítusú szerzetesek élén állhatott), de ez a feltételezés nem bizonyítható. Bencés mivoltát erősíti a magyarországi bencések és Szent Pantaleon kapcsolata, továbbá az, hogy a kolostor egy falunyi javadalommal rendelkezett (sehol nem említik királyi alapítását vagy adományát), tehát 12-13. századi családi alapítású lehetett inkább. A bazilita rend kolostorai Magyarországon valószínűleg mind királyi alapításúak voltak és az 1054-es egyházszakadás után nem épültek már görög (bazilita) rítusú kolostorok. Mivel egészen a 12. századig csak a királyoknak volt joga kolostort alapítani, így családi alapítású görög rítusú kolostor feltételezése igencsak valószínűtlen.
Az apátság a tatárjárás során elpusztult, később több 13–15. századi birtokviszályokról szóló oklevélben említik, mint Szent Pantaleon monostort, majd Pentelemonostorát. Arra, hogy a tatárjárás után használták-e a monostort, több bizonyíték is van, például egy 15. századi gótikus mellboglár, ami a kolostor romjaiból került elő 1800-ban. A női ékszer azt bizonyítja, hogy temetkezhettek a monostortemplomban jóval a tatárjárás után.
A monostor első ábrázolása Lázár deák 1528-ban kiadott Magyarország térképén (Tabula Hungariae) látható ("Monstor Butibulas"), "Pontele" templomától keletre, a Duna egy nagy összefüggő szigetén. Itt még egy egyhajós szentélyként ábrázolják, homlokzati torony nélkül, oldalához pedig pedig a rendház és talán egy vízimalom csatlakozik. A későbbi térképek már mindig a Csepel-sziget alatt ábrázolják a nyugati architektúrájú kéttornyú apátságot (bazilika- lásd: jáki templom, egykori bencés apátság). Egy 1570. évi térképen erődítve ábrázolják a kolostort. Nem kizárt, tehát a kolostor 15-16. századi erődítése, mivel a 20. század elején kikotort maradványai a Duna-szabályozását végző mérnökök szerint, egy római castrumra, vámállomásra hasonlítottak. Vagyis a kéttornyú monostortemplom és kolostor (=szerzetesi lakrész) épületegyüttese körül várfalak álltak. Nyilván a helyi római kori kőanyag (lásd Intercisa) újrafelhasználása miatt vélték római erődítménynek a várrá alakított monostort.
Pusztulása a török korban mehetett végbe. Felrobbanthatták, majd szép lassan a Duna medrébe kerültek a kolostor romjai. A 17-18. századi leírásokban már nem szerepel többé (csak a nyugati kartográfusok térképein, akik elavult adatokkal dolgoztak). Romjai a 19. század végén bukkanak fel alacsony Duna vízállás esetén.